# Cross Vein
Cross Vein ist eine im Jahr 2007 gegründete Power- und Symphonic-Metal-Band aus der japanischen Hauptstadt Tokio.

## Geschichte
Cross Vein wurde im Jahr 2007 in der japanischen Hauptstadt Tokio gegründet und besteht nach zahlreichen Wechseln in der Besetzung der Gruppe aus Sängerin Julia Nishimura, dem Gitarristen Masumi Takayama, Keyboarder Keitaro Seki und Bassist Zary.
Cross Vein veröffentlichten mit Birth of Romance im Jahr 2012, Royal Eternity drei Jahre später, Gate of Fantasia 2018 und das im Februar des Jahres 2021 herausgegebene Life of Veins vier vollwertige Studioalben, wovon drei Einstiege in den heimischen Musikcharts erreichen konnten. Außerdem stehen zählen mehrere Singleveröffentlichungen zur Diskografie der Band.

## Diskografie

### Alben
| Jahr | Titel                                 | Höchstplatzierung, Gesamtwochen, AuszeichnungChartsChartplatzierungen (Jahr, Titel, Platzierungen, Wochen, Auszeichnungen, Anmerkungen) | Anmerkungen                             |
| Jahr | Titel                                 | JP | Anmerkungen                             |
| ---- | ------------------------------------- | --- | --------------------------------------- |
| 2012 | Birth of Romance Black Listed Records | — | Erstveröffentlichung: 23. November 2012 |
| 2015 | Royal Eternity Victor Entertainment   | JP56 (1 Wo.)JP | Erstveröffentlichung: 11. März 2015     |
| 2018 | Gate of Fantasia Zeno Records         | JP117 (1 Wo.)JP | Erstveröffentlichung: 21. März 2018     |
| 2021 | Life of Veins Zeno Records            | JP94 (1 Wo.)JP | Erstveröffentlichung: 3. Februar 2021   |

### Singles
| Jahr | Titel Album                          | Höchstplatzierung, Gesamtwochen, AuszeichnungChartsChartplatzierungen (Jahr, Titel, Album, Platzierungen, Wochen, Auszeichnungen, Anmerkungen) | Anmerkungen                              |
| Jahr | Titel Album                          | JP | Anmerkungen                              |
| ---- | ------------------------------------ | --- | ---------------------------------------- |
| 2008 | Aspiration –                         | JP—JP | Erstveröffentlichung: 1. Juni 2008       |
| 2008 | Burning Beat –                       | — | Erstveröffentlichung: 12. Oktober 2008   |
| 2010 | Atonement –                          | — | Erstveröffentlichung: 6. Juni 2010       |
| 2011 | Moon Addict –                        | — | Erstveröffentlichung: 31. Juli 2011      |
| 2013 | Profusion (EP) Royal Eternity        | JP148 (1 Wo.)JP | Erstveröffentlichung: 25. November 2013  |
| 2014 | Maid of Lorraine (EP) Royal Eternity | JP145 (1 Wo.)JP | Erstveröffentlichung: 19. November 2014  |
| 2017 | The Revival –                        | — | Erstveröffentlichung: 24. Mai 2017       |
| 2019 | True Castle Life of Veins            | — | Erstveröffentlichung: 2. März 2019       |
| 2020 | Beautiful Warrior Life of Veins      | JP89 (1 Wo.)JP | Erstveröffentlichung: 7. März 2020       |
| 2022 | Silver lining –                      | — | Erstveröffentlichung: 2. März 2022       |
| 2022 | Meteor –                             | — | Erstveröffentlichung: 28. September 2022 |